# جائزة رأس الخيمة للقرآن الكريم وعلومه
جائزة رأس الخيمة للقرآن الكريم وعلومه هي جائزة سنويه للقرآن الكريم تقام تحت رعاية الشيخ سعود بن صقر القاسمي حاكم رأس الخيمة وتنظمها مؤسسة رأس الخيمة للقرآن الكريم وعلومه وبدأت في دورتها الأولى عام 2001. وتضم الجائزة العديد من الأقسام، منها مسابقات القرآن الكريم، ومزامير آل داوود، ومسابقة أجمل صوت في الآذان، والحديث الشريف والسنة النبوية، كما تشمل العديد من المسابقات المناسبة لمختلف الشرائح منها مسابقات لأئمة المساجد والمؤذنين، ومسابقات للمحفظات، ومسابقات للنساء، ومسابقات لأصحاب الهمم، ومسابقات للنزلاء والمسلمين الجدد، بالإضافة إلى مسابقة ومضات من الإمارات الدولية التي تهدف إلى التعريف بإنجازات دولة الإمارات العربية المتحدة. وقد كان موضوع الكون والفضاء محور العديد من المسابقات في الدورة 22 للجائزة.

## أمين عام الجائزة
أحمد سبيعان الطنيجي

## الدورة الثالثة عشر
أقيمت الدورة الثالثة عشرة في شهر فبراير 2013، وكانت لديها العديد من الفعاليات المختلفة مثل:
1. المحاضرات
2. الدورات
3. محاضرات النساء
4. محاضرات الطالبات
5. محاضرات الطلاب
6. ندوات
7. ملتقى الشعر
8. ومحاضرات عامة